# Diecéze atellská
Diecéze Atella je titulární diecéze římskokatolické církve.

## Historie
Atella, bylo sídlo diecéze v oblasti Kampánie, podle tradice sahající až do průchodu apoštola Svatého Pavla, za jeho cesty z Pozzuoli do Říma. V 18. století byl objeven nápis: Ego Paulo Presbyter beneficium feci, který je považován za důkaz cesty svatého Pavla Atellou.
Moderní výzkum potvrdil že prvním biskupem byl Svatý Canion, který byl umučen mezi koncem 3. a na začátku 4. století, v době vlády císaře Diokleciána.
Řecká legenda o živote svatého Januária, Sosia a o ostatních mučednících, kteří padli v Kapánii, při pronásledování Diocletiana, uvádí že roku 313, biskupové regionu Neapol, včetně episcopus Atellae, slavnostně přepravili ostatky světce do Neapoli.
Dalším známým biskupem je svatý Elpidius, který nechal postavit kostel nad hrobem Svatého Caniona; v 9. století byla Atellská katedrála věnována svatému Elpidiu.
Někteří autoři uvádějí jako atellské biskupy svatého Tammara a Adjutora, dalšími biskupy jsou Primus a Felix, kteří se účastnili římských synodů v letech 465 a 501. Později, ve dvou dopisech Řehoře Velikého je uvedeno Importunus Atellanae civitatis episcopus; v druhém (599) papež poté, co připomněl smrt Importuna, zdůrazňuje že je třeba jmenovat nového biskupa (eligere debeant sacerdotem ... pastoris proprii). Eusebius, zmíněný roku 649 je poslední známý biskup Atelly.
Roku 799, biskup Leon z Acerenzi, přestěhoval do svého města ostatky svatého Caniona, zatímco svatého Elpidia vzal na cestu do Salrena. Šlo o jejich záchranu z válek, které probíhaly v 8. století mezi Byzanci a Langobardy. Z 9. a 10. století existují doklady, které svědčí o životaschopnosti atellanské kurie, včetně zemědělských smluv a notářských smluv. O existenci biskupského města svědčí Congregatio sacerdotum ecclesiae sancti Elpidii.
Poslední zmínka o Atellské církvi, je souvislost s převedením území roku 1053 do Aversi. V Atelle se narodil Albertus atellanus, který se postavil proti papeži Paschalovi II. a byl jmenován vzdoropapežem.
Dnes je využívána jako titulární biskupské sídlo; v současnosti má titulárního arcibiskupa Luigiho Bonazzi, apoštolského nuncia v Kanadě.

## Seznam biskupů
- Svatý Canion (mezi 3. a 4. stoletím)
- Neznámý (po roce 313)
- Svatý Elpidius (mezi 4. a 5. stoletím)
- Svatý Tammarus
- Adjutor
- Primus (zmíněn roku 465)
- Felix (zmíněn roku 501)
- Importunus (před rokem 592 – 599)
- Eusebius (zmíněn roku 649)

## Seznam titulárních biskupů
- 1968 – 1970 Giuseppe Ruotolo
- 1970 – 1972 Vittorio Piola
- 1972 – 1974 Decio Lucio Grandoni
- 1975 – 1999 Clemente Riva, I.C.
- od 1999 Luigi Bonazzi